# Гавриил (Воскресенский)
Архимандри́т Гаврии́л (в миру Васи́лий Никола́евич Воскресе́нский; 1795—1868) — священнослужитель Русской православной церкви, архимандрит, первый историк русской философии; профессор Казанского университета (1835—1850).

## Биография
Родился в 1795 году в Москве в семье дьячка Николая Иванова, служившего при церкви Воскресения Христова старого Пречистенского сорока.
В 1804 году начал обучение в Славяно-греко-латинской академии, откуда перешёл в Вифанскую духовную семинарию, которую окончил в 1816 году. В 1820 году окончил Московскую духовную академию со степенью магистра и был оставлен бакалавром на кафедре философии.
В 1821 году пострижен в монашество с именем Гавриил и рукоположен сначала в сан иеродиакона и позднее в сан иеромонаха.
С 1821 по 1824 годы преподавал в Санкт-Петербургской духовной академии. В 1825—1827 годах был ректором и профессором богословских наук Орловской духовной семинарии, а в 1827—1829 годах — ректором Могилёвской духовной семинарии.
В августе 1829 года был назначен настоятелем Свято-Успенского Зилантова монастыря в Казани.
С 1835 по 1850 годы был профессором Казанского университета, сначала по кафедре церковного права, а позднее — по кафедре философии. Также он преподавал Закон Божий во 2-й Казанской гимназии. В Казани архимандрит Гавриил пользовался огромной популярностью, но не снискал расположения у Московского митрополита Филарета (Дроздова), недолюбливавшего его за «недостаток смирения и благопокорливости». «Пока я жив — не видать Гавриилу зилантовскому архиерейской мантии», — говорил митрополит Филарет, когда спрашивали его мнения относительно повышения архимандрита Гавриила.
С 1840 по 1841 годы занимал должность ректора Симбирской духовной семинарии.
По настоянию архиепископа Казанского Григория (Постникова) архимандрита Гавриила удалили из Казани в Усть-Киренский Троицкий монастырь Иркутской епархии, где с 1852 по 1861 годы он трудился в должности настоятеля.
После назначения в 1860 году на Санкт-Петербургскую кафедру митрополита Исидора (Никольского), бывшего ранее учеником архимандрита Гавриила, последнего возвратили в центральную Россию, где с 1861 по 1866 годы он был настоятелем Михаило-Архангельского монастыря в городе Юрьев-Польском, Владимирской губернии.
13 июня 1866 года был назначен настоятелем Спасо-Преображенского монастыря в городе Муроме.
Скончался 10 (22) мая 1868 года и погребён в Спасо-Преображенском монастыре в Муроме.

## Награды
- 1837 — орден Св. Анны III-й степени.
- 1839 — орден Св. Анны II-й степени.
- 16.04.1868 — орден Св. Анны I-й степени с Императорской короной.